# Mary Anne à Beckett
Mary Anne à Beckett (29 d'abril 1815 – 11 de desembre 1863) va ser una compositora anglesa, coneguda sobretot per les seves òperes. Era la dona de l'escriptor Gilbert à Beckett, que va escriure els libretti per dues de les seves òperes. Dos dels seus fills van ser Gilbert Arthur à Beckett i Arthur William à Beckett. També va tenir relacions amb el teatre, ja que el seu germà, Augustus Glossop Harris, va ser actor i empresari, i el seu fill gran, sir Augustus Harris, també va ser empresari.

## Biografia
Mary Anne à Beckett va néixer a Londres, filla de Joseph Glossop i Elizabeth, née Feron. Entre els seus fills hi va haver l'actor i productor Augustus Glossop Harris, de qui el seu fill gran va ser l'empresari sir Augustus Harris. Glossop va ser diverses vegades l'arrendatari del Teatre Reial de Coburg (actualment Old Vic), i mànager de La Scala de Milà i del Teatro San Carlo de Nàpols. La seva dona, filla d'un emigré de la Revolució francesa, va ser cantant professional amb el nom de "Madame Feron".
El gener de 1835, Mary Anne es va casar amb Gilbert à Beckett, un popular escriptor. Van tenir dues filles i quatre fills, incloent-hi Gilbert Arthur à Beckett i Arthur William à Beckett.
Mary Anne à Beckett va compondre cançons, peces per a piano, música incidental i tres òperes: Agnes Sorel (1835), Little Red Riding Hood (1842) i The Young Pretender (1846). La més famosa va ser la primera, descrita com a "òpera bufa", basada en la vida d'Agnès Sorel, l'amant de Carles VII de França. La peça, amb text del seu marit Gilbert à Beckett, va ser la primera producció del St James's Theatre de John Braham a Londres el 1835. El revisor anònim de The Times va desprestigiar el llibret titllant-lo de "fred, avorrit i incòmode", però va elogiar-ne la música com "no menyspreable en gust i habilitat". El compositor va declinar el suggeriment que ella dirigís els concerts per si mateixa, negant-se a fer aparicions públiques, però la seva germana va fer el seu debut, molt exitosament, en aquesta producció. Little Red Riding Hood ('La Caputxeta Vermella'), amb text de Gilbert à Beckett, es va estrenar al Surrey Theatre l'agost de 1842. Un revisor de The Musical World va elogiar la música, i va comentar que encara que no era gaire original, estava "hàbilment elaborat, i […] és preferible a algunes obres més elevades que, en el seu intent de ser originals, són molt menys agradables en el seu material".
La música de l'última de les seves tres òperes, The Young Pretender, va ser, com la seva predecessora de 1835, millor rebuda que el llibret (que era de Mark Lemon). The Times va elogiar "algunes peces vocals boniques en estil italià lluminós"; el revisor de The Observer va considerar la peça "no original en les seves melodies i no científica en la seva construcció", però es va reservar la censura més severa per al llibret de Lemon: "tan trist com es pugui imaginar; una producció que en qualsevol professió serà un drama". El següent any va publicar The Music Book, una col·lecció de vint cançons originals, contradanses, quadrilles i valsos per a ella i els seus contemporanis britànics masculins.
Gilbert à Beckett va morir el 1856, i el juliol de 1857 la seva vídua, Mary Anne, va rebre una pensió de £100 com a reconeixement per la feina feta pel seu marit com a escriptor. Mark Lemon va ser un dels fiduciaris d'aquesta pensió.

## Composicions

### Òperes i música incidental
- Agnes Sorel, òpera. 1836, Teatre Sant Jaume de Londres.
- Música incidental per Mabel's Curse de Anna Maria Fielding, 1837, Teatre Sant Jaume de Londres.
- Música incidental (amb George Stansbury) per Wanted, a Brigand, or, A visit from Fra-Diavolo, 1837, Teatre Sant Jaume de Londres.
- Little Red Riding Hood, 1842, Surrey Theatre, Londres.
- The Young Pretender, 1846, Haymarket Theatre, Londres.

### Cançons i duets
| - "Vainly to me of love you speak". Duet. Text de Gilbert à Beckett. c 1840 - "Farewell dear scenes". Balada. 1842 - "Wherefore maiden art thou straying?". Rondó. 1842 - "Tis not the sparkling diadem". Balada. 1842 - "When mem'ry through the mist of tears". 1843 - "Dear scenes of happier hours". Balada. 1845 - "My home must be where'er thou art". Text de Mark Lemon. 1846 - "I dream of thee". Cançó. Text de Barry Cornwall. 1847 - "Love me if I live". Cançó. Text de Barry Cornwall. 1847 - "My home must be where'er thou art". Cançó. Text de Mark Lemon. 1847 - "Lightly won is lightly held". Duet. Text de Mark Lemon. 1847 - "A maiden from her lonely bow'r". Balada. Text de Mark Lemon. 1847 | - "One kindly word before we part. Balada. Text de Mark Lemon. 1847 - "Ne'er think that I'll forget thee". Balada. 1850 - "It is o'er, that happy dream". Balada. Text de Bertie Vyse. 1851 - "Do not smile". Balada. Text de J D Douglas. 1851 - "And must we then in silence meet". Balada. 1851 - "Dear scenes of happier hours". Balada. Text de Gilbert à Beckett. 1854 - "Oh! come again sweet summer time". Balada. Text de William à Beckett. 1854 - "Take back thy gift". Balada. Text de Gilbert à Beckett. 1854 - "Dear scenes of happier hours". Balada. Text de Gilbert à Beckett. 1854 - "Dear Italy". Balada. Text de Gilbert à Beckett. 1856 - "Dear old England". Cançó a la pàtria. Text de Mrs V Roberts. 1859 |

### Peces per a piano
- "The Casino Waltz". 1847
- "The Ridotto Waltz". 1847
- "The Royal Nursery Quadrilles, or Popular Nursery Tunes". 1851

Font: Music und Gender im Internet.